# 外交代表機構
外交代表機構，一般表现为使領館或領使館等，是一個國家駐外外交人員居住與工作的地方，可分為大使館、公使館、高級專員公署、领事馆等種類，外交代表機構通常設在另一國的首都或重要城市。使領館經常被解釋為「派遣國領土的延伸」或者派遣國的「擬制領土」，然而現代國際法的規範下外交代表機構並無治外法權，而是享有包括但不限於人身、辦公處、住所和公文檔案的不可侵犯權，刑事、民事和行政管轄豁免，自由通訊，免稅在內一系列特權與外交豁免權。

## 外交代表机构分类

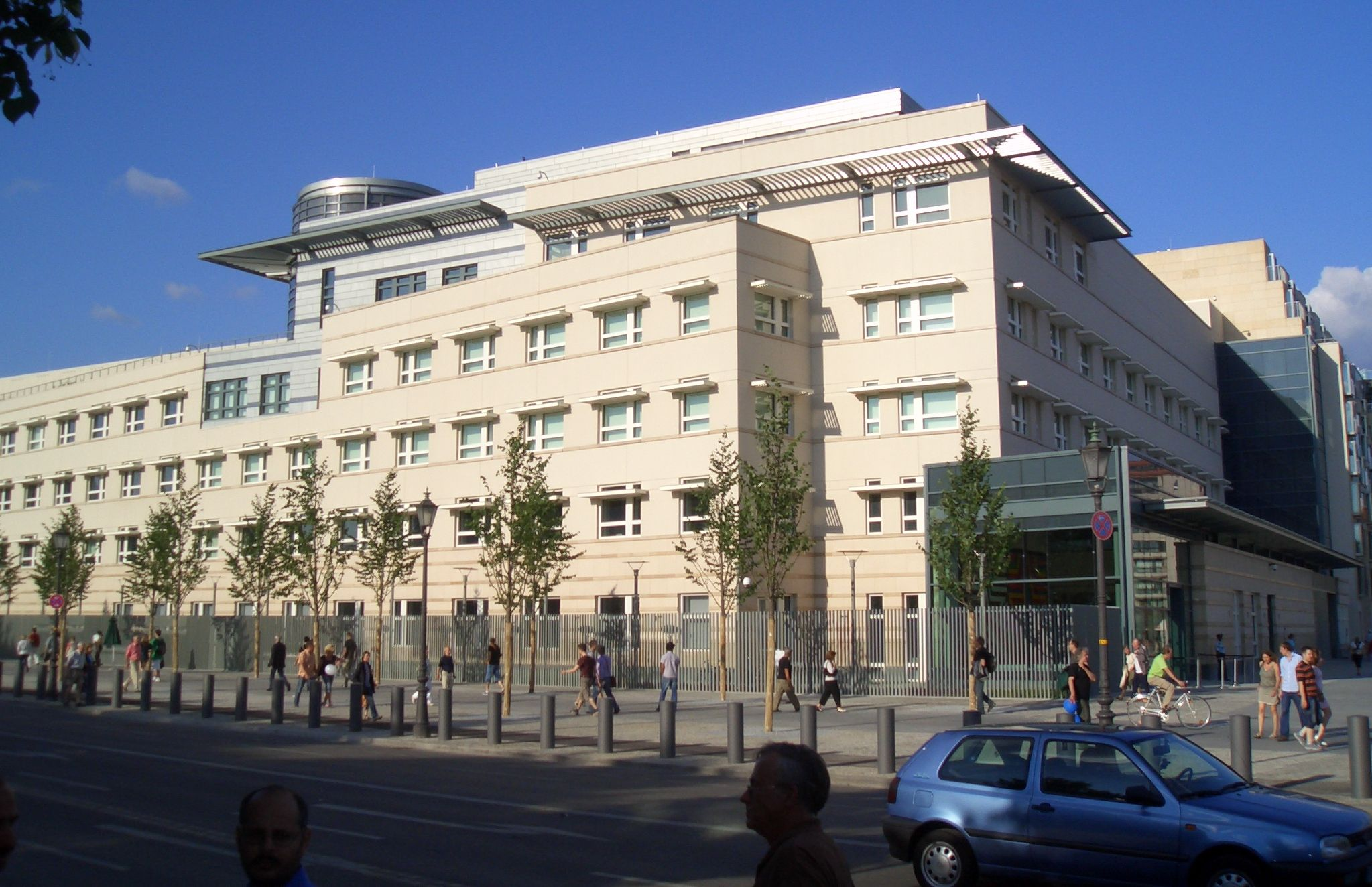
位于柏林的美國駐德國大使館

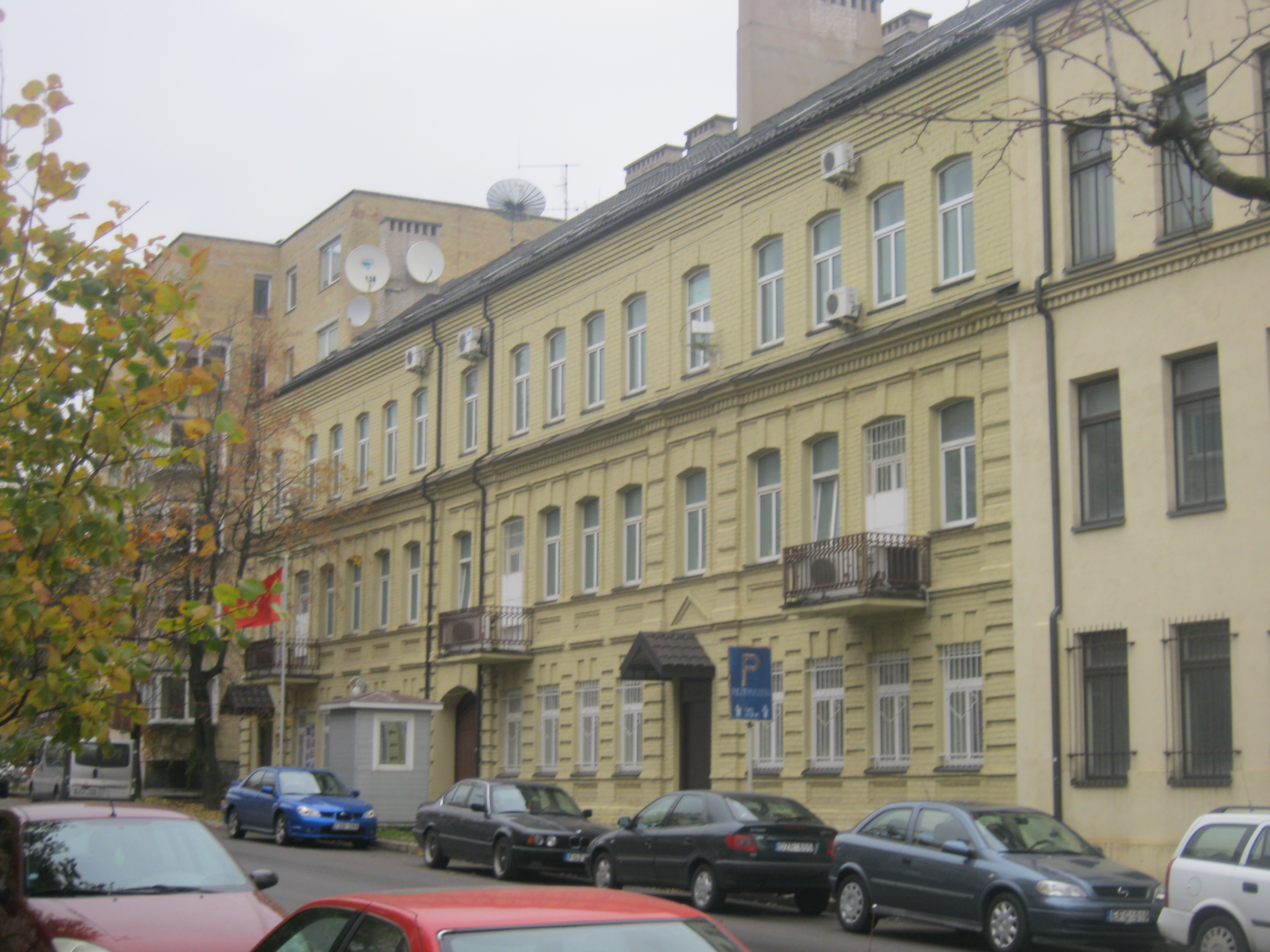
位于维尔纽斯的中国驻立陶宛代办处

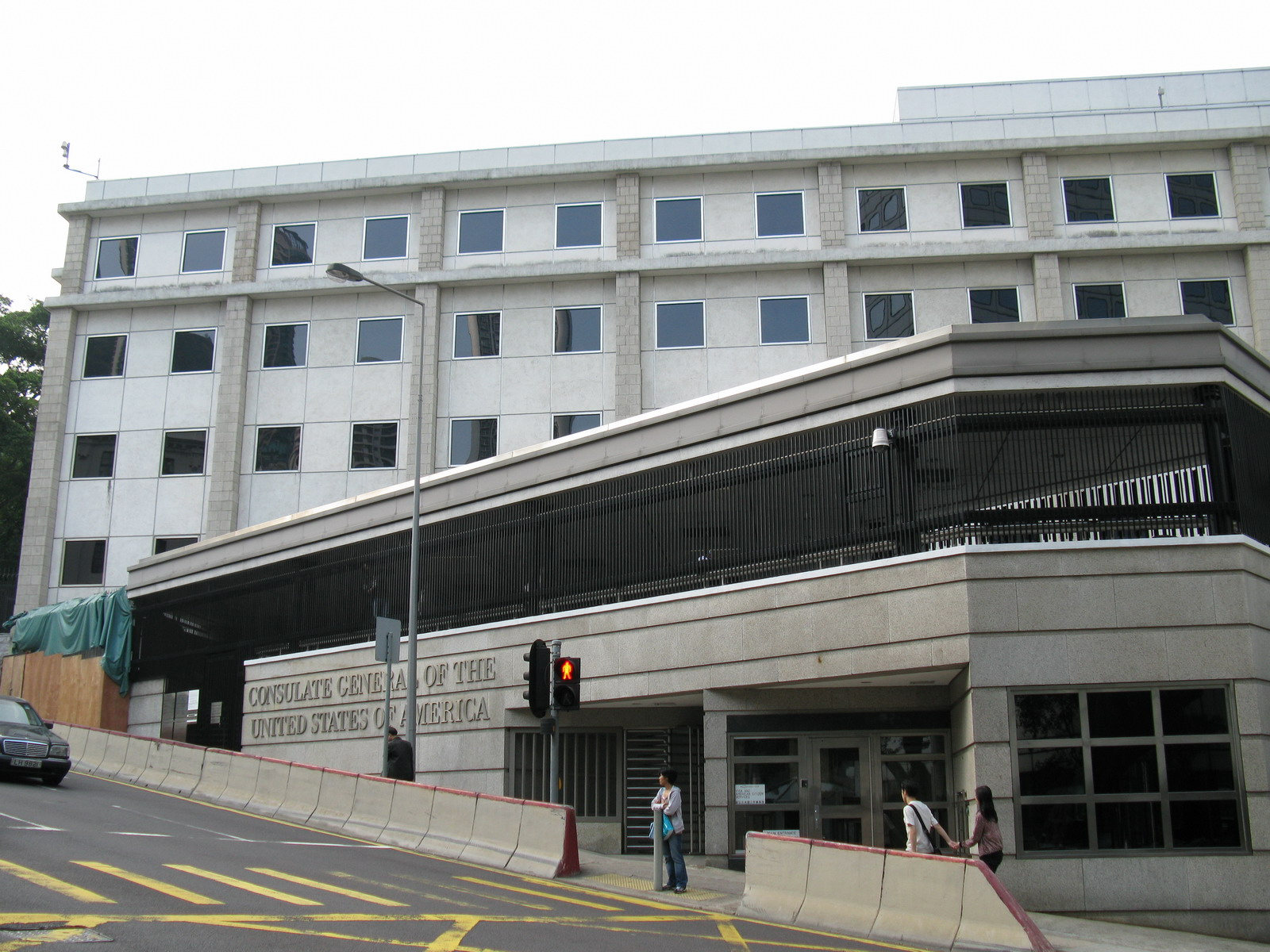
位于香港的美國駐港澳總領事館

根据1815年维也纳会议上通过的《关于外交人员等级的章程》，外交代表分为三类，即大使、公使和代办，因此外交代表机构也对应为大使馆、公使馆和代辦處三级。另外不屬於前三類的為領事館，主要處理領務與商務事宜。

### 大使馆
等级最高的外交代表机构，其館長称大使。
大使馆的人员通常分为外交人员、行政技术人员、服务人员和仆役。除外交人員外，其他人员不视为外交官，通常也不享有外交豁免权。外交人员包括大使、武官、参赞、专员、一等秘书、二等秘书、三等秘书等正式派駐人員。
英文「embassy」一詞普遍指大使與職員的辦事處。就嚴格法理而言，「embassy」指外交代表團本身，其辦公地點則稱為「chancery」，但實際上很少人會這樣區分。大使通常居住在大使官邸，大使官邸可设置于大使馆的院區范围，也可设置于大使馆之外的街區，但官邸享有大使館的相同權利。
各国也可以向国际组织派遣外交代表，如驻欧盟大使、驻联合国大使等。这些大使在驻在国（比如比利时和美国）享有与其他国家外交人員完全相同的权利。欧盟也向某些国家派出大使，但联合国没有单独的驻各国大使，而是设立相关的外交代表处。
其它例外，如英联邦国家之间的外交代表机构称「高級專員公署」。所有成員國駐聯合國的使節團均稱「常駐代表團」或「常駐代表處」，其最高代表為「常駐代表」與大使。教廷（梵蒂冈）派驻别国的外交代表称「教廷大使」（Apostolic Nuncio），其办公机构称「教廷大使馆」或「宗座代表驻地」（Apostolic Nunciature）。利比亞的使節駐外機構在1980年代和1990年代曾稱「人民辦事處」，其最高代表稱為「秘書」（现已改回一般命名）。

### 公使馆
等级次于大使馆的外交代表机构，館長称公使。第二次世界大战后，各国之间的外交代表级别普遍由公使提升为大使，公使馆也升格为大使馆。

### 代办处
等级最低的国家间外交代表机构，其主事称代办。代办处的外交人员仍享有完全的外交权益，并受外交关系公约保障。

### 領事館
領事館與外交機構相似，但與其並不等同，在《維也納外交關係公約》有清晰的界定。領事館主要處理個人與商務事宜，例如簽證、護照等旅行證件發放、文書驗證及領事保護等。駐外領事通常派駐在一國首都以外的地區（通常是大城市以及該國人經常前往、僑民聚居的城市）。如英國駐美大使館設在華盛頓，而領事館則設在洛杉磯、紐約與休斯敦等。但各國駐荷兰的外交機構卻是反例，在首都阿姆斯特丹頂多設有總領事館，大使館幾乎都設於荷蘭政府所在地海牙。一些規模較小或業務量少的駐在國，可能以大使館內設立領事部門的方式提供領事服務，而不另設領事館。

## 職責

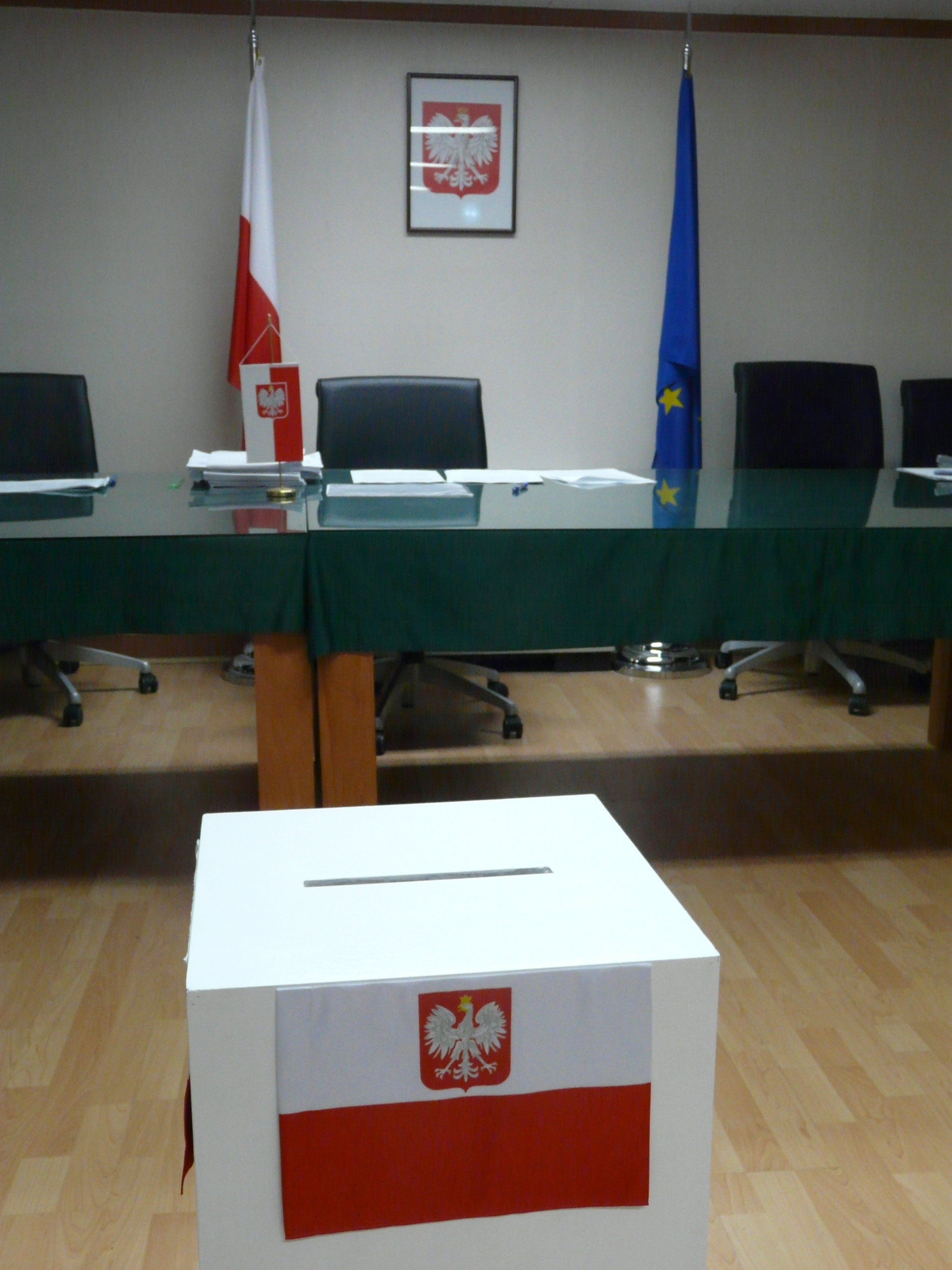
大使館可向所駐國當地的該國公民提供服務，圖為波蘭駐韓大使館擺設的2014年歐洲議會選舉投票箱，在韓波蘭公民得以藉由不在籍投票行使選舉權。

外交代表機構的職責是在國際法許可下保護本國在派駐地的利益，代表本國與派駐地的政府進行談判，使用合法的手段取得派駐地的情報，在派駐地進行促進兩國友好的活動，並且發展兩國的經貿、文化與科學合作。使馆除了行使外交职责外，还可以同时办理领事事务。
英联邦成員國的外交代表機構有著一個附加職責，其會為英联邦的其它成員國的公民提供外交服務，前提是受助公民的國家與欲聯繫國家沒有外交關係；歐盟成員國的外交代表機構亦有此類附加的職責。（例如：南非公民如果需要取得與泰国相關的外交服務時，可以到加拿大外交機構尋求協助）
外交機構的相關權利受到維也納外交關係公約的保障，如外交豁免權。
在两国因战争或其他原因而宣布终止外交关系时，通常关闭互相派驻的外交代表机构。派遣国可以委托第三国在其驻在国的外交机构代管其外交利益。即使兩國發生爭論，召回駐另一國的大使以示不滿仍是較為少見的。不過召回大使的手段已較斷絕外交關係溫和，而使節團仍會或多或少地運作，由權力有限的大使銜代辦暫為處理。值得注意是在兩個大使交接期間，一個「過渡時期大使銜代辦」可能會被任命為看守人，而這並不意味著對派駐國的敵意。派遣国由于经济或安全原因关闭驻外外交代表机构并不影响与驻在国之间的外交关系。

## 非正式代表机构
無正式邦交之兩國亦可相互派駐代表使節，作為政經交流的媒介，称为實質大使館。這些機構不是《維也納外交關係公約》所規範的正式大使或相關使節，但有實質的雙方交流意義。

### 未被国际普遍承认国家
中華民國

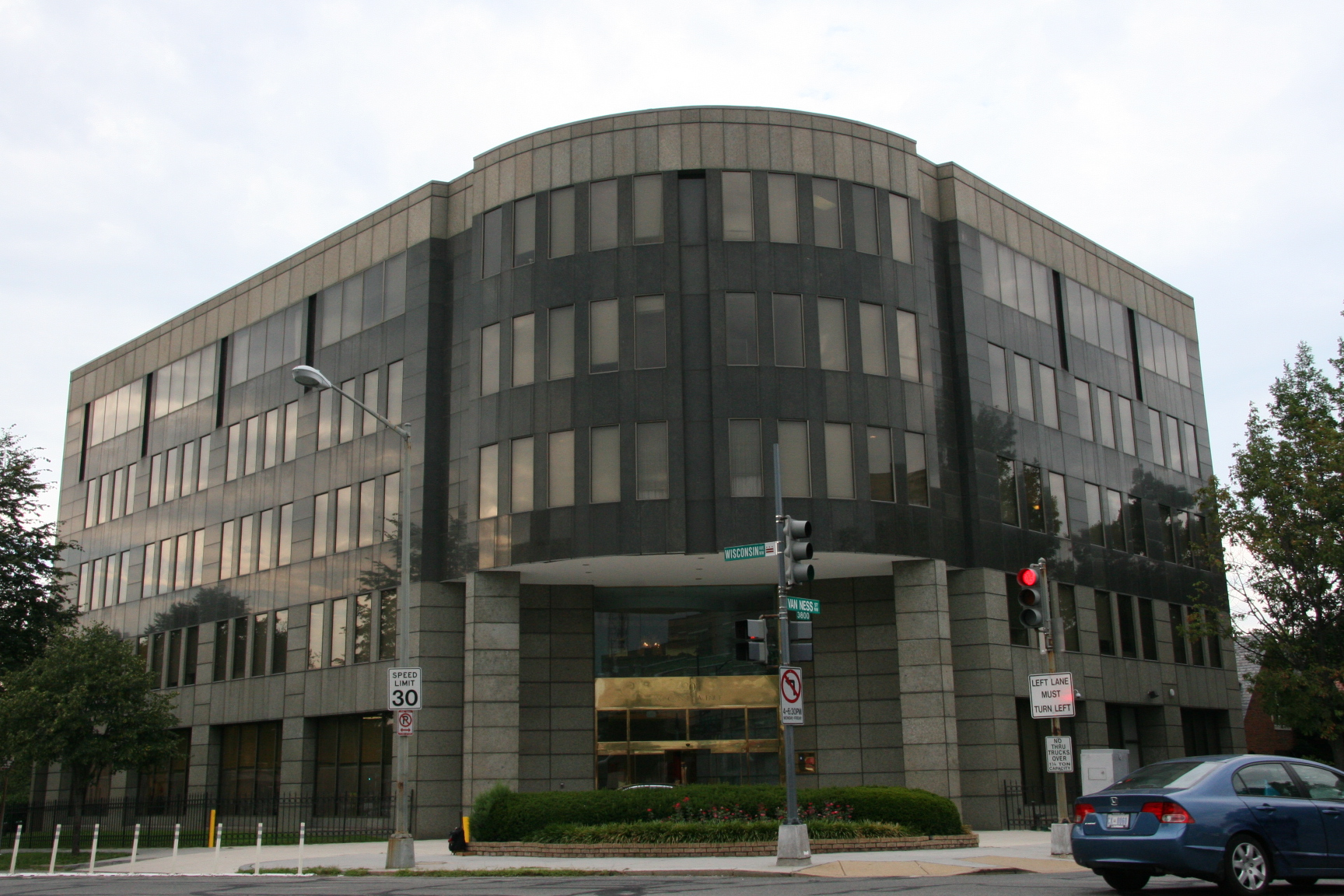
駐美國臺北經濟文化代表處

中華民國因中華人民共和國抵制而成為未被國際普遍承認的國家，故除了中華民國設立之駐邦交國大使館及若干總領事、領事館外，駐美國、日本、英國、法國、德國、俄罗斯、加拿大、新加坡、澳大利亚及其他非正式邦交國家的代表機構通常稱為「臺北經濟文化代表處」（或「台北代表處」），雖然正式機構稱謂並非大使館，但經由中華民國外交部之官方授權及與駐在國之平等互惠或互設代表機構，可行使大使館或等同之外交機構的相關職責，如核發签证、中華民國護照及相關文書正式認證等。
與中華民國建立外交關係之正式邦交國家，中華民國政府在臺北市天母設置一棟綜合大樓，稱為「使館特區」，供各國駐臺使館辦公。
非正式邦交國家如美國會給予「臺北經濟文化代表處」及其外交人員，享有等同「國際組織及其人員」或是其他名義的有限度外交禮遇。而相對地，無正式邦交國駐中華民國的機構，會以「駐台北辦事處」或「在台協會」等非官方名義運作。其駐中華民國代表相當於大使，通常由該國外交部門選擇退休外交官（許多曾擔任駐外大使）或是名義上暫時脫離該國公務人員身分的外交官擔任。而駐中華民國之代表機構也會受到中華民國外交部的特殊禮遇，例如使用外交車牌、派駐警察保護等。
其他
事實存在的這些外交機構很多是只被稱為代表機構或代表使節。如被認為是土耳其傀儡政權的北塞普勒斯土耳其共和國派駐美國首都華盛頓的使節團；索马里兰在伦敦、罗马、亚的斯亚贝巴與華盛頓的使節團；納戈爾諾-加拉巴赫駐華盛頓的使節團均只被稱為代表機構。

### 未建交国家
美国與 、 伊朗
美國與朝鲜目前並沒有任何外交關係，但因朝鲜為聯合國會員國之一，在紐約設有駐聯合國代表團，此代表團同時也是與美國的非正式對話管道，被稱為「紐約渠道」。另外美國也未同伊朗正式建交，故以第三國（如瑞士）從中與雙方交涉對外事宜，或是在當地設立非正式使館規格的代表機構；美国设立“瑞士驻伊朗大使馆美国利益代表处”作为美国在伊朗的非正式代表机构。

## 非常任外交代表
常驻一国的外交代表同时可兼驻两个国家或多个国家的外交代表。一些国家由于经济、政治或業務需求原因，在與某几个国家建立外交关系时，只在其中一国设立外交代表机构，該外交代表兼任驻其邻近国家的使节，例如科威特的驻巴西大使兼任驻智利、厄瓜多尔和乌拉圭大使等。由驻他国大使兼任的，称為「非常任大使」。
另外，有些国家會指定「巡迴大使」来往于数个国家之间，進行相關外交事務。例如中華民國政府設有無任所大使，聘請資深退休外交官及社會各界賢達出任。
而在一國的國慶及元首就職等國家慶典時，有些國家會派出「特使」以代替該國元首前往參加，特使通常由副元首、總理（首相）、國會議長、内阁部长等高級官員或者退休高官擔任。

## 外部連結
- embassypages.com －各國外交代表機構一覽
- eDiplomat.com: 外交代表機構的使命 （页面存档备份，存于）
- Flickr group 世界各國的外交代表機構 （页面存档备份，存于） 提供全世界所有外交代表機構的照片
- 世界各國的外交代表機構 （页面存档备份，存于）
- 外交代表機構網路